# Ecocentrismo
L'ecocentrismo (dal greco οἶκος, oikos, "casa"; e κέντρον, kentron, "centro") è una corrente filosofica nata alla fine del XX secolo, e si fonda sullo sviluppo sostenibile dell'ambiente e dei beni liberi per le generazioni future. Questa filosofia si basa sulle azioni e i pensieri razionali dell'individuo (uomo) che devono concentrarsi esclusivamente sulla cura dell'ambiente e la sua conservazione.
L'ecocentrismo espone un amore per la natura come essere astratto totale e indissolubile inoltre si relaziona con l'Ipotesi Gaia. Al contrario dell'antropocentrismo, del sensocentrismo e del biocentrismo, l'ecocentrismo si occupa di preservare gli ecosistemi e le specie viventi nel nostro pianeta. Uno dei rappresentanti dell'ecocentrismo è Pentti Linkola, portavoce dell'ecocentrismo finlandese.
L'ecologismo ecocentrista si differenzia dell'ecologismo antropocentrista: il primo dà priorità alla conservazione delle specie e degli ecosistemi sopra la conservazione degli individui -inclusi gli esseri umani-, mentre il secondo dà priorità all'essere umano sopra la conservazione delle specie e degli ecosistemi, difendendo la conservazione di questi ultimi perché benefica per gli esseri umani.

## Vedere anche
- Antropocentrismo
- Biocentrismo
- Sensocentrismo
- Teocentrismo